# شبکه محلی پسیو نوری Passive Optical LAN
POL مخفف Passive Optical LAN (شبکه محلی پسیو نوری) هست که برای شبکه‌هایی با دسترسی به فیبر نوری، ساماندهی و توسعه پیدا کرده‌است.
اساساً تکنولوژی POL که در محدوده شبکه محلی LAN هست را یک سیستم خصوصی اف تی تی ایکس می‌نامند. همهٔ این نتایج منجر به قوانین و استانداردهای طراحی POL و ایجاد توپولوژی برای توزیع تمام خدمات فناوری اطلاعات و ارتباطات (ICT) ساختمان در سراسر زیرساخت یک شرکت می‌شود.

### تلویزیون کابلی (CATV)
تلویزیون کابلی (CATV) یک نوع سامانه تلویزیونی است که در آن مشترکین سیگنال‌های رادیویی را از طریق فیبر نوری و کابل هم‌محور دریافت می‌کنند، که جزو مالکیت مشترک به‌حساب می‌آید که شباهت زیادی به روش هوایی دارد. در روش قدیمی تصاویر از طریق امواج رادیویی انتقال می‌یابند که در آن تلویزیون نیاز به یک آنتن دارد؛ و به روش‌هایی از جمله برنامه‌های رادیویی اف ام، اینترنت پرسرعت و تلفنی شباهت زیادی دارد که گاهی اوقات این روش‌ها نیز ارائه می‌شوند و تفاوت اصلی بین رادیوی فرکانسی و ارتباط نوری در مالکیت آن‌ها است.
در زبان انگلیسی به‌اختصار از CATV نام می‌برند که به معنی تلویزیون کابلی به کار می‌رود ولی در اصل به معنی تلویزیون آنتی مشترک هست که از نام شبکه کابلی گرفته‌شده‌است که در سال ۱۹۴۸ بنیان‌گذاری شده‌است که در روش هوایی گیرندگی به فاصله فرستنده تا گیرنده محدود بود و حتی به پستی و بلندی نیز محدود می‌شد که مجبور بودند از شبکه کابلی برای انتقال امواج به منازل افراد استفاده کنند. در اصل قدمت تلویزیون کابلی از قدمت رادیو نیز بیشتر است که گفته می‌شود در برخی از شهرهای اروپایی که قدمت آن به سال‌های قبل از ۱۹۲۴ می‌رسند استفاده می‌کردند.

## (Passive Optical LAN (POL چیست؟
POL به شبکه نوری قابل‌دسترسی Broadband گفته می‌شود که دارای عناصر غیر اکتیو یا پسیو می‌باشد و جزء شبکه‌های Point to Multi point است که ارائه‌دهنده سرویس‌های مختلف Voice و Data و CATV هستند.

## ساختار شبکه محلی پسیو نوری Passive Optical LAN
به‌طورکلی ساختار POL بین خط (line) پایانه نوری OLT و یونیت ONU به وجود می‌آید. خط (line) پایانه‌های نوری در محل اتاق سرور قرار دارد و کافوهای نوری (ONU) در نزدیکی مشترکین قرار می‌گیرد.
در فنّاوری pol در هر دو طرف Downstream (مرکز به‌طرف مشترک) و Upstream (مشترک به‌طرف مرکز) از طول‌موج استفاده می‌شود و طول‌موج‌ها بر روی فیبر نوری از طریق واحدهای ماکس و دماکس مالتی پلکس انتقال می‌یابد.به عبارت دیگری POL را نوعی از WDM می‌نامند.
برنامه‌ریزی و اجرای شبکه محلی پسیو نوری POL از دو بخش برای توزیع‌کننده طبقه (Floor distributor) در نظر گرفته‌شده‌است. تنها با چنین ساختاری می‌توان به‌درستی نصب و اجرای Passive Optical LAN را بررسی کرد و مستندسازی بخش‌های خاص را انجام داد.
در انجام کابل‌کشی ساخت‌یافته کلاسیک، کابل فیبر نوری چند حالته برای backbone کابل‌کشی عمودی برای تغذیه سوئیچ اترنت در توزیع‌کننده طبقه (Floor distributor) مورد استفاده قرار می‌گیرد. متقارن با آن کابل مسی (زوج به‌هم‌تابیده) برای کابل‌کشی به ترمینال خروجی (پریز) مورد استفاده قرارگرفته‌است. لازم به ذکر است که کابل‌کشی افقی با کابل مسی (زوج به هم تابیده) محدودیت‌های خود را در بردارد.
به دلیل رعایت استانداردها و به حداکثر رساندن مزایا، زیرساخت‌های شبکه نوری محلی LAN با توجه به دستورالعمل کابل‌کشی ساخت یافته انجام می‌شود.

### استاندار و قوانین آر اند ام (R&M)
معمولاً این استاندارد از شش بخش عملیاتی در تکنولوژی POL تعریف می‌شود:
1. توزیع‌کننده ساختمان (Building distributor)
2. بک بن (Backbone cabling)
3. توزیع‌کننده طبقه (Floor distributor)
4. کابل کشی افقی (Horizontal cabling)
5. نقطه تثبیت (Consolidation point)
6. ترمینال خروجی (Terminal outlet)

## توپولوژی شبکه محلی پسیو نوری Passive Optical LAN
با توجه به اینکه در تکنولوژی POL، ساختار توپولوژی بین خط (line) ترمینال نوری OLT و یونیت ONU وجود دارد. طرز قرار گرفتن واحدهای نوری ONU و ارتباط آن‌ها با لاین ترمینال نوری سه نوع توپولوژی ایجاد می‌کند و یک کوپلر ۱x۲ و یک اسپلیتر ۱xN عناصر اصلی این توپولوژی هستند.

### ساختار توپولوژی POL

#### POL با توپولوژی درختی (Tree PON Topology)
در این حالت از یک اسپلیتر ۱xN برای ارتباط ONU ها استفاده می‌شود.

#### POL با توپولوژی Bus PON Topology) Bus)
در این حالت از چند کوپلر از نوع ۱x۲ برای ارتباط دهی ONU ها استفاده می‌شود.

#### POL با توپولوژی Ring PON Topology) Ring)
در این حالت از چند کوپلر از نوع ۲x۲ برای ارتباط دهی ONU ها استفاده می‌شود.
در ساختار اصلی توپولوژی، شبکه دسترسی برای حفاظت به سوئیچ حفاظتی سریع احتیاج دارد و در این حالت چندین مسیر ارتباطی بین خط (line) ترمینال و واحد نوری به‌صورت حفاظتی قابل سوئیچ کردن می‌باشد.
برای توپولوژی POL مسیر Upstream (از OLT به‌طرف واحدهای نوری ONU) یک PON همانند یک شبکه نقطه به چند نقطه (Point to Multi Point) عمل می‌کند ولی در مسیر Downstream (از ONU به‌طرف OLT) POL همانند یک شبکه چند نقطه به یک نقطه (Multi Point to Point) می‌باشد و واحدهای نوری همه اطلاعات را به‌طرف لاین ترمینال مخابره می‌کنند.

## مزایای شبکه محلی پسیو نوری Passive Optical LAN
شبکه محلی پسیو نوری POL یک راه حل مؤثر برای ارتباطات مخابراتی هست و می‌توان پروتکل‌های ارتباطی مختلف را به‌راحتی به یک معماری شبکه واحد تبدیل کند. پس یکی از مزیت‌های POL استفاده این تکنولوژی در نصب و راه‌اندازی شبکه‌های بزرگ و گسترده LAN است که دارای تعداد زیادی محیط کاری با پهنای باند متوسط هست.
تکنولوژی POL در موقعیت‌هایی استفاده می‌شود که به دلیل فاصله انتقال گسترده، به دسته‌های کوچک‌تر که از یکدیگر فاصله دارند، تشکیل می‌شوند که نمونه‌هایی از آن‌ها محیط هتل‌ها و پردیس‌ها هستند. یکی دیگر از مزایای فناوری POL در دسترس بودن مستقیم به کاربران نهایی داخل ساختمان‌ها مانند مراکز خرید است. نصب و راه‌اندازی یک زیرساخت POL در شرایطی به وجود می‌آید که با فضای محدود برای اجرای کابل‌کشی و توزیع‌کنندگان طبقه به بهترین وجه مشخص شکل بگیرد.
Passive Optical LAN (شبکه محلی پسیو نوری) بر اساس زیرساخت شبکه در کابل‌کشی عمومی انجام می‌شود، که نیازهای چند ساله را مورد استفاده قرار می‌دهد و ذخایر را برای توسعه آیندگان فراهم می‌سازد.
از دیگر مزایای این تکنولوژی می‌توانیم به موارد زیر اشاره نماییم :
1. افزودن قابلیت شبکه و ضریب اعتماد بالای این شبکه به علت اینکه هیچ ابزار اکتیوی در مسیر نیست.
2. کاهش هزینه‌های مرتبط به منابع نوری
3. زمان کوتاه نصب شبکه
4. امکان مقیاس افزاینده به طوری که اولاً : مشترک جدید به‌راحتی می‌تواند به شبکه افزوده شود و دوما : پهنای باند تقسیم شونده به‌گونه‌ای است که برای هر مشترک برحسب تقاضای آن فرد تعیین شود.
5. استفاده از یک فیبر با ۱۲۸ مشترک
6. پشتیبانی تعداد زیادی از مشترکین تا برد ۲۰ کیلومتر بدون نیاز به تقویت‌کننده نوری یا ریپیتر .[۹]

## تقسیم بندی شبکه‌های نوری پسیو Passive Optical LAN از نظر سیستم مالتی پلکسینگ
شبکه‌های نوری پسیو Passive Optical LAN را می‌توان از نظر سیستم مالتی پلکس به کار رفته در آن‌ها به شاخه‌های مختلفی تقسیم کرد.
یکی از راه‌های جداسازی کانال‌های Upstream در ONU‌ها که براساس مالتی-پلکسینگ طول موج می‌باشد  Wavelength Divition Multiplexing Access نامید. در این حالت هر ONU در یک طول موج خاص خود به کار گرفته می‌شود. از نظر تئوری این راه حل یک راه حل ساده است ولی هزینه گرانی برای شبکه دسترسی در بردارد.
در WDMA یک گیرنده Tuneable (قابل تنظیم) در واحد گیرنده نوری در لاین ترمینال برای دریافت طول موج‌های مختلف لازم دارد.
در تغییر مکان یک مشترک از یک ONU به ONU دیگر طول موج گرفته شده و اختصاصی به مشترک بهم خواهد خورد و سیستم PON به‌درستی عمل نخواهد کرد. به کارگیری لیزر از نوع Tunable در ONU می‌تواند به عنوان راه حلی مطرح شود ولی این نوع واحدهای نوری در تکنولوژی فعلی بسیار هزینه بر است.
در تغییراتی ONU‌ها مدولاتورهای خارجی را برای مدوله سازی سیگنال‌های دریافتی از لاین ترمینال نوری (OLT ) و بازگشت آن‌ها در مسیر Upstream به کار می‌گیرند. این راه حل نه تنها ارزان نیست بلکه تقویت کننده‌های جداگانه ای به دلیل تضعیف سیگنال در پروسه انتقال دوطرفه احتیاج دارد. و نیز قطعات نوری گرانقیمت برای محدود کردن سیگنال بازتابشی نیاز است از آنجائیکه در هر دو مسیر Upstream و Downstream همان طول موج بکارمی رود. بنابراین برای انتقال مستقل بایستی N گیرنده در OLT و یک گیرنده در هر واحد نوری ONU داشته باشیم.
در تغییری دیگر ONU‌ها از LED‌های ارزان در باند طیفی پهن انشعابی از AWG در مسیر Upstream استفاده می‌کند ولی همچنان نیاز به چندین گیرنده در OLT بر جای می‌ماند .
اختیارات مربوط به انتخاب طول موج و پنجره‌های طول موجی مختلف شامل موارد زیر می‌باشد که بر اساس نیازهای انتخابی و شرایط شبکه‌های موجود انتخاب می‌شوند :
- CWDM با فاصله ۲۰ نانو متر
- WWDM با فاصله ۴-۵ نانو متر
- DWDM با فاصله ۰٫۸ نانو متر
- UDWDM با فاصله کمتر از ۰٫۴ نانو متر

### WDM POL
معماری WDM POL در سال ۱۹۹۰ میلادی تشکیل یافته‌است و دراین معماری از چندین طول موج با استفاده از تکنولوژی WDM استفاده شده‌است ولی بنا به دلایلی زیر هنوز مورد استفاده قرا نگرفته‌است و توپولوژی‌های دیگرهمچون E-PON و G-PON ترجیح داده می‌شود این دلایل عبارت است از:
1. فقدان یک مارکت قابل دسترسی که نیاز به پهنای باند بالا داشته باشد.
2. تکنولوژی ابزاری نابالغ و فقدان یک شبکه مناسب درخور که پروتکلها و نرم‌افزاری برای این معماری را پشتیبانی کند.

### WDMA POL
اگر چه در طی سال‌های اخیر عوامل بالا تعدیل یافته‌است ولی هنوز مشکلاتی وجود دارد. یک ساختار WDM PON با پشتیبانی چندین طول موج بر روی یک فیبر نوری زیرساخت نمی‌تواند تلفات قدرتی اسپلیترهای مورد استفاده در ساختارهای TDMA PON را تحمل کند.
در WDM PON هر واحد نوری (ONU) می‌تواند در یک نرخ بالا بسوی بیت ریت کامل یک کانال طول موجی عمل نماید وعلاوه بر این اختلاف طول موجها ممکن است در بیت ریت‌های مختلفی در صورت نیاز عمل نماید، به همین دلیل گونه‌های متفاوتی از سرویس‌ها می‌تواند بر روی همان شبکه پشتیبانی شود. به عبارت دیگر تنظیمات مختلف طول موجها می‌تواند برای پشتیبانی از مشترکین PON‌های مستقل و متمایز بر روی همان قیبر زیرساخت عمل نماید.
در مسیر پائین رونده یک WDM PON کانالهای طول موجی عبوری از لاین ترمینال نوری به واحد نوری توسط یک روتر AWG پسیو که در RN مستقر شده، جمع می‌شود.
AWG که یک ابزار نوری پسیواست با یک حالت دنباله‌دار و دوره ای چندین طیف نوری حاصل از ورودی را در پورت خروجی جمع می‌کند. برای فواصل دوباره استفاده شده در کانال‌های طول موجی لازم است که برای انتقال چندین طول موج به واحدهای نوری یک منبع چند طول موج درلاین ترمینال نوری استفاده شود.
برای مسیر بالارونده، در لاین ترمینال نوری از یک دمالتی پلکسر WDM موازی با یک گیرنده آرایه‌ای برای دریافت سیگنال‌های Upstream استفاده می‌شود. به علت اینکه ارسال‌های بالارونده و پائین رونده در پنجره‌های طول موجی مختلف اتفاق می افتد، هر واحد نوری به یک فرستنده-گیرنده برای ارسال و دریافت روی طول موجهای مخصوص به خود مجهز می‌شود.
این نوع شبکه‌های نوری پسیو Passive Optical LAN که همان در تقسیم‌بندی WDMA PON می‌باشد  چندین طول موج در یک رشته از فیبر برای افزایش ظرفیت شبکه بدون افزایش نرخ دیتا بکار می‌رود. طرح‌های مختلفی پیشنهاد شده‌است ولی کانون اکثریت معماری شبکه آن‌ها به شیوه‌هایی است که در آن یک روتر نوری پسیو جایگزین اسپلیتر نوری مورد استفاده در PON‌های دیگر شده‌است.
در این طرح هر جفت لاین ترمینال و واحد نوری یک طول موج اختصاصی دارند و بنابراین دو واحد ارسال ودریافت در لینک نقطه به نقطه خود لازم دارند.
یک روتر شبکه‌های نوری پسیو Passive Optical LAN در محل گره دور قرارداده می‌شود و توسط AWG یا یک مجموعه ای از فیلترهای فیلم باریک (TFFs) تحقق می یابد. یک AWG می‌تواند بر روی چندین رنج طیفی آزاد عمل نماید و اجازه دارد درهر دو مسیر بالارونده و پائین رونده مورد استفاده قرار گیرد.
برای بکارگیری AWG در محیط بیرونی نیاز به طراحی خاصی است زیرا یک AWG در حدود ۵dB تلفات نوری دارد که این ۱۲dB کمتر از آنچه است که در یک Power Splitter از نوع ۱:۳۲ بکار میرود.

#### معماری WDM PON با استفاده از AWG
یک طراح WDM PON بایستی بر روی اختصاص طول موجها و نیز فاصله آن‌ها مبتنی بر مشخصات مورد نیاز تصمیم بگیرد. در این راستا دو نوع گزینه عمده برای WDM PON وجود دارد:
1. CWDM-PON
2. DWDM-PON

کلیه لاین ترمینال‌ها و واحدهای نوری شامل فرستنده و گیرنده و مالتی پلکسر نوری هستند و قسمت‌های گیرنده و فرستنده به تلفات و پروتکلهای مربوطه وابستگی دارند و مالتی پلکسرها و دمالتی پلکسرها که در RN گسترش یافته‌اند متغیر هستند.

### CWDM-PON
فواصل طول موجی بیشتر از ۲۰ نانو مترعموماً CWDM نامیده می‌شود. اینترفیس‌های نوری که برای CWDM استاندارد شده‌است می‌توان در ITU G.۶۹۵ یافت و در اینجا طیف شبکه ای برای CWDM تعریف شده‌است.
اگر رنج طول موجی کامل ۱۲۷۱-۱۶۱۱ نانو متر که در استاندارد ITU G۶۹۴٫۳ آورده شده‌است به صورت فواصل ۲۰ نانو متر بکار روند، پس در مجموع ۱۸ کانال CWDM قابل دسترسی خواهد بود.
یک نوع از فیبر نوری که در استاندارد ITU G.۶۵۲ C&D تعریف شده‌است و دارای خاصیت مؤلفه پیک آب پائین است و تلفات توانی آن نیز در رنج ۱۴۱۰-۱۳۷۰ نانو متر حذف شده‌است، به عنوان فیبر نوری تک مد برای طیف پهن ارسال (CWDM) می‌تواند بکار برود.
پارامتر دیسپرشون به گسترش سیگنال بستگی دارد و این پارامتر ممکن است فاصله انتشار را به‌طوری که نرخ اطلاعات بالاتر شود محدود نماید. از این رو تنظیم محض طول موج‌ها برای شبکه نوری پسیو از نوع CWDM نیاز نیست و قسمت کنترل حرارتی لازم ندارد و ایجاد آن نسبت به DWDM-PON ارزان تر است. از این رو طول موج مالتی پلکسر با کراستاک (همشنوائی ) پائین می‌تواند به‌طور آسان تر برای CWDM انجام وظیفه نماید.
ولی بزرگترین اشکال CWDM محدودیت تعداد کانال‌های آن است. اشکال دیگر این سیستم این است که کانال‌های طول موج کوتاه تر تلفات بالائی را تحمل می‌کند، در نتیجه محدودیت فاصله ارسال یا محدودیت نرخ انشعاب را به همراه خواهد داشت.
یک مثال خلاصه برای CWDM-PON می‌تواند تحت نام Triple Play می‌توان پیدا کرد که سرویس شبکه نوری پسیو کانال طول موجی ۱۵۵۰ نانو متر را برای ویدئوی CATV و ۱۴۹۰ نانو متر را برای Downstream و ۱۳۱۰ نانو متر را برای Upstream بکار می‌برد.
در یک کاربرد توسعه یافته کانالهای ۱۴۸۰-۱۳۶۰ نانو متر CWDM برای سرویس تجاری مرغوب بکار میرود و سرویس‌های Triple Play عادی برای مشترکین عادی بکار می‌رود.

### DWDM-PON
این نوع شبکه‌های نوری پسیو Passive Optical LAN با ساختار WDM چگالی بالا، دارای فواصل طول موجی به مراتب کوچک‌تر از CWDM در حد کمتر از ۳ نانو متر است.
DWDM برای ارسال طول موج‌های زیادی در یک پهنای باند محدود گسترش یافته‌است و انتظار می‌رود که برای تهیه پهنای باند کافی برای مشترکین زیاد، بسیار مفید باشد و به سیستم نهائی PON بکار رفته وابسته است.
برای شبکه لیزری سیستم DWDM از نوع نقطه به نقطه، استاندارد ITU G.۶۰۲ پهنای باند ۱۰۰گیگا هرتز با یک طول موج مرکزی ۱۵۵۳٫۵۲ نانو متر بر روی طول موج ناحیه ای ۱۵۲۸٫۷۷-۱۵۶۳٫۸۶ نانو متر را توصیه می‌کند.
این فضای ۱۰۰ گیگا هرتز برای اکثر سیستم‌های DWDM بکار برده شده‌است ولی فضای ۵۰ گیگا هرتز لیزر دیود و فیلترهای نوری بیشتر به صورت تجارتی قابل دسترس هستند و آن‌ها می‌توانند برای افزایش تعداد کانالها و همچنین طول موجهای بدست آمده بالای ۱۶۰۰ نانو متر بکار برده شوند.
برای بهره‌گیری از ویژگی پریودیک AWG، می‌توان با یک AWG در گره ریموت (RN) برای مالتی پلکسینگ و دمالتی پلکسینگ در مسیرهای به ترتیب Downstream و Upstream استفاده نمود. در یک DWDM-PON طول موج هر منبع نوری و طول موج مرکزی فیلت WDM بایستی برای دوری جستن از کراستاک بین کانالهای مجاور کنترل گردد.
بنابراین هزینه DWDM-PON شبکه‌های نوری پسیو Passive Optical LAN به دلیل نیاز به ابزارهای تنظیم طول موجی و کنترل درجه حرارت بیشتر از CWDM-PON است.